# Mejorada
Mejorada – gmina w Hiszpanii, w prowincji Toledo, w Kastylii-La Mancha, o powierzchni 46,09 km². W 2011 roku gmina liczyła 1320 mieszkańców.